# Сорек (река)
Соре́к (Нахал-Сорек, ивр. נַחַל שׂוֹרֵק‎) — река в Израиле.
Берёт начало в южной части Западного берега реки Иордан, неподалёку от Иерусалима. Впадает в Средиземное море в районе кибуца Пальмахим, между Ришон-ле-Ционом и Ашдодом.
Река сильно загрязняется стоками из канализации и промышленными водами. Благодаря сбросу стоков, в нижней части реки вода течёт круглый год.
В нижнем течении реки растут нарциссы и ирисы.
В долине реки, в 28 км к юго-западу от Иерусалима, недалеко от города Бейт-Шемеш находится сталактитовая пещера площадью 5000 м².
Именем реки назван один из региональных советов Израиля и находящийся поблизости ядерный исследовательский центр.